# Pseudoprosopis claessensii
Pseudoprosopis claessensii là một loài thực vật có hoa trong họ Đậu. Loài này được (De Wild.) G.C.C.Gilbert & Bout miêu tả khoa học đầu tiên.